# 北京朝阳站
北京朝阳站，原名星火站，位于北京市朝阳区东风地区姚家园北街以南、姚家园路以北、驼房营路以东、蒋台洼西路以西之间的地块。现为中国铁路一等站，北京铁路枢纽中的八座主要客站和《北京城市总体规划（2016年—2035年）》中的十座全国客运枢纽之一。目前主要承担京沈客运专线和市郊列车的到发作业。北京地铁3号线和20号线（R4线）（规划中）在此地底下设有车站，2024年12月15日启用地铁车站，成为北京枢纽七大重点站区中最晚通行地铁的车站。

## 历史
始建于1966年。车站计划中名为辛庄站，但因天津已有一个同名车站，且修建时正值文化大革命，车站乃以当时的“星火人民公社”（现六里屯街道）命名为星火站，文革后未再修改。1968年建成。是东北环铁路线和京包线中间的作业货运站。该站隶属北京铁路局通州车务段。曾办理客运业务，现已取消，但仍办理货运业务。为二等站。
截至1990年代中期，星火站占地面积14.9万平方米，建筑面积0.42万平方米，站台呈南北走向，设有基本站台、货物线、仓库、货场及装卸机械等站区设施。当时星火站有通往酒仙桥电子工业区各工厂的数条专用铁路线。从星火站北行与铁道部环行铁路试验场接轨，经望京站与望和线、京包线沟通。从星火站南行经百子湾站与东南环铁路线、丰沙线沟通。从星火站南行西折经北京东站抵北京站；南行东折沟通京承线、京哈铁路。

### 改建
北京朝阳站（原星火站）设计单位为法国AREP及中国铁设联合体，于2017年9月设计中标。该站站前施工单位为中国中铁六局，站房施工招标于2018年6月开始，站房施工单位为中铁建设集团。2019年6月27日晚，东北环线星火段成功向西拨接至星火站西侧站房处，为主体建设提供条件。
星火枢纽范围内，既四环路至五环路之间，京沈高铁与8条规划道路实现交汇，其中7条将在既有道口处进行平改立施工，以取消原有东北环线所有平交道口。由于车站东部存在居民区，北京朝阳站将旧星火站向西向南改扩建，并设7座站台。
北京朝阳站（原星火站）的土建主体结构于2020年5月基本完工，该年5月30日正式封顶，同年实现屋面系统的封闭。据《人民铁道》和国铁集团官网2020年6月28日的报道，京沈高铁改建星火站将改名为北京朝阳站。车站内部装修于2020年12月基本完成。本站于2021年1月22日开通运营，但因西广场并未完工，乘客需从东侧地面、南北高架三个方向进站。
本站西侧的朝阳站交通枢纽于2024年9月29日先行启用出租车站，但旅客暂时无法从枢纽直接步行至车站西侧地面。2024年12月15日，朝阳站交通枢纽与地铁3号线朝阳站同步全面投运。

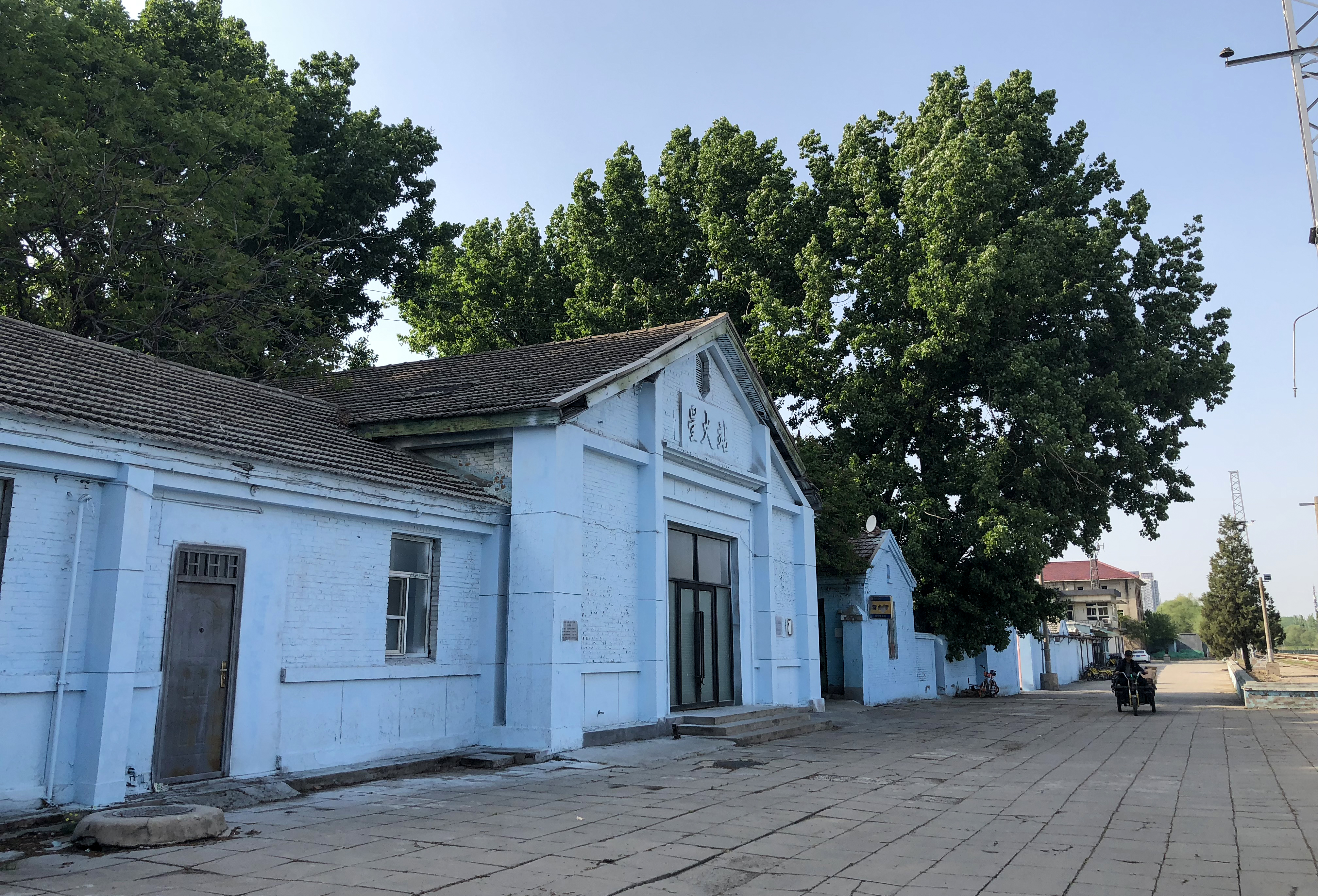
原星火站站房
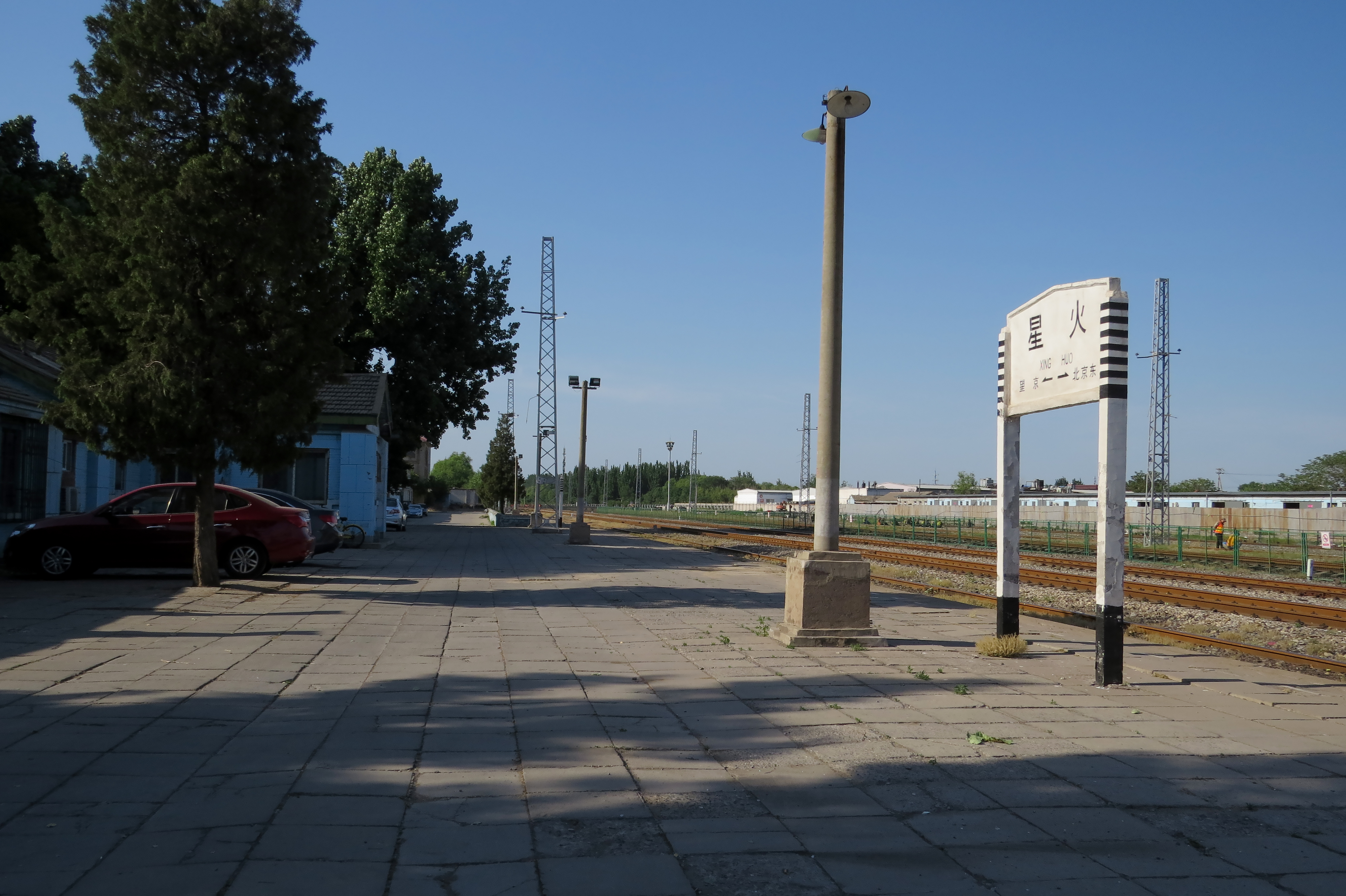
原星火站站场（2018年）
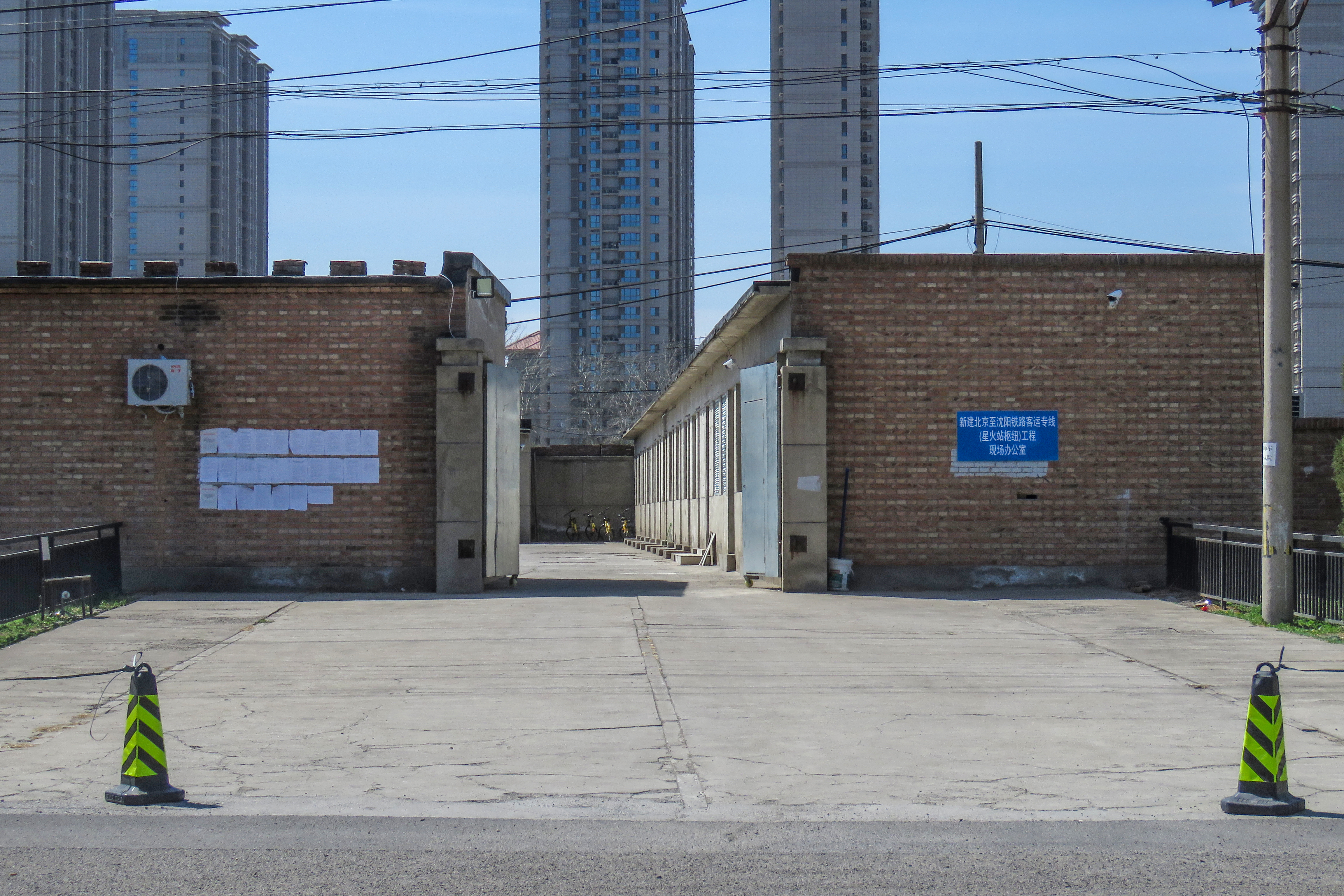
星火站改建工程现场办公室（2018年）
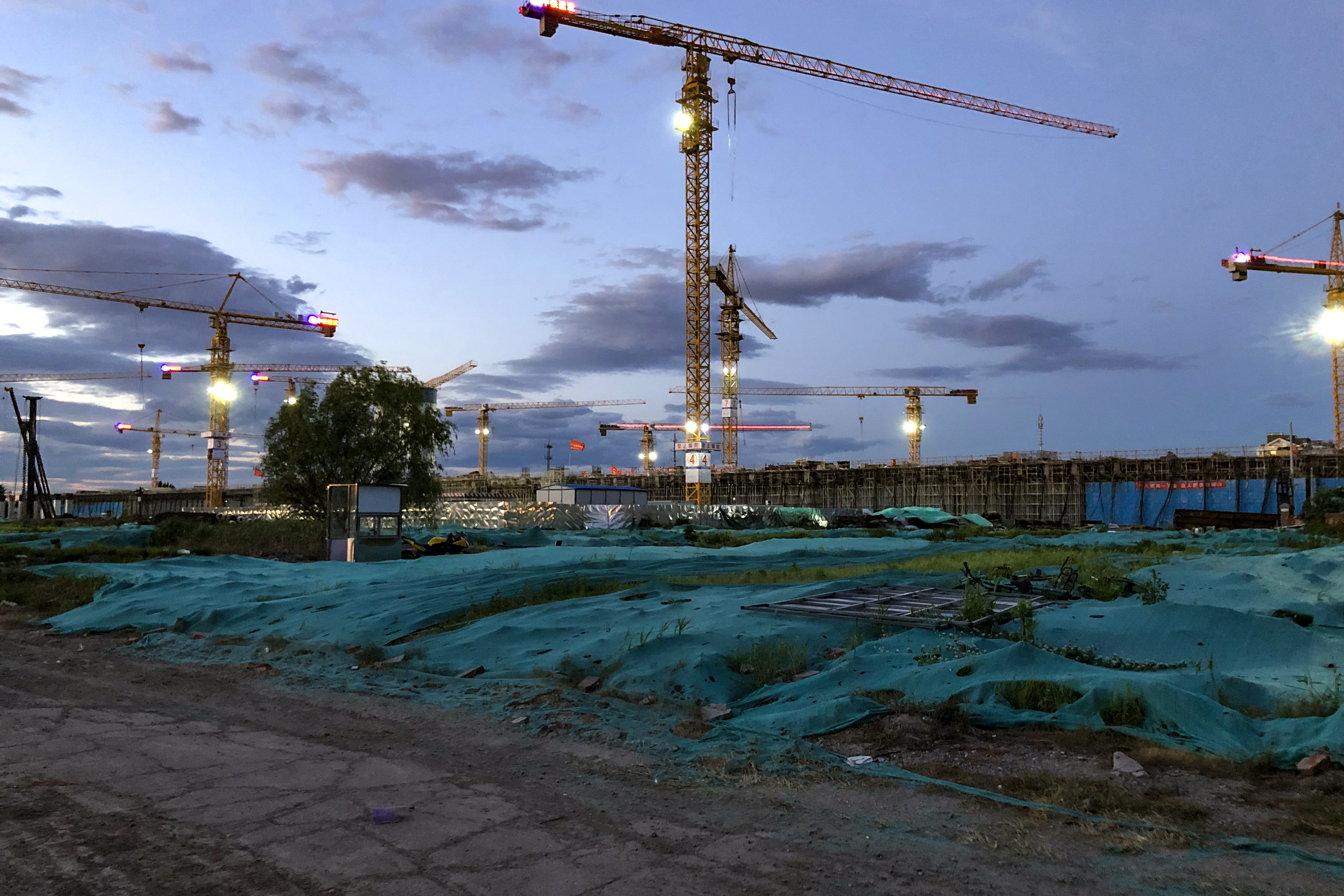
建设中的新车站（2019年）
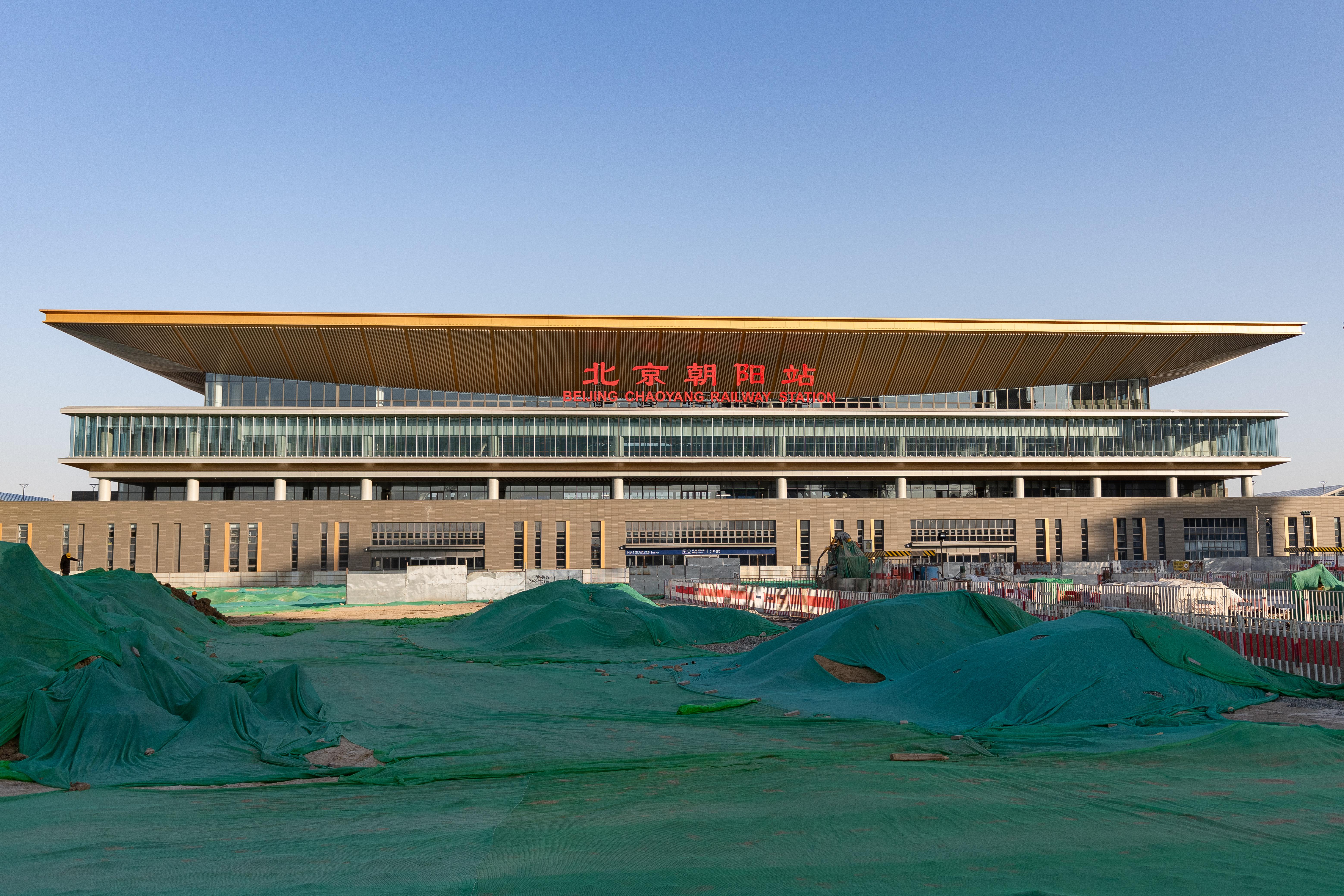
主体已完工、西广场仍在施工的北京朝阳站（2021年1月）

## 车站结构

### 站房
站房分为中央站房及西站房，中央站房11万平方米，西站房7万平方米。站外立面整体为三段式造型，融合了传统北京文化及当代建筑设计，其中主体北侧采用玻璃幕墙，既开拓视野、补充采光，又暗示了本线另一终点沈阳的方向，上部屋面为三段局部隆起屋面，设计意象源自紫禁城的古建筑屋顶。西广场为集散主广场，西站房地面设有进站大厅及售票处，顶棚及地下为停车场，西站房西侧则为2024年12月15日启用的朝阳站交通枢纽。中央站房地面层为站台层，高架层为候车大厅（设有商业夹层），最高聚集人数为5000人；地下一层为公共交通换乘空间及地铁站厅层（设有停车夹层），西侧枢纽地下二、三层为地铁站台层。车站南北雨棚高架层设有送站通道及停车场，南侧通道与姚家园高架路连接，北侧通道通过姚家园北路（后命名为四路居南路）高架路未来将与四环路连接。此外，车站东侧设有公交场站，初期引入5条公交线路，可接驳至地铁14号线东风北桥站、10号线亮马桥站或6号线青年路站。
| 夹层                                                              | 商业层         | 全家、全时便利店、永和大王、庆丰包子铺、真功夫、嘉和一品、好邻居、麦当劳、肯德基、西少爷、京八楼、饺八仙等 |
| 2F (3)                                                            | 高架候车厅     | 检票口（1-13A/B）、饮水处、洗手间、12306服务台、商务座候车区、军人/重点旅客候车区                          |
| 2F (3)                                                            | 厅内商业       | 星巴克、Tims天好咖啡、苏州稻香村、便利店等                                                                 |
| 2F (3)                                                            | 北高架         | 进站口2、综合服务中心2、北3停车场（至星火西路、至朝阳站东路）、北换乘直梯                                  |
| 2F (3)                                                            | 南高架         | 进站口3、综合服务中心3、南3停车场（经华文东路至姚家园路）、南换乘直梯                                      |
| G                                                                 | 西进站大厅     | 进站口1、连接朝阳站交通枢纽、落客区、步行出入口、综合服务中心1（未开放）                                   |
| G                                                                 | 站台层         | 1-13站台                                                                                                   |
| G                                                                 | 东广场         | B1层/G层进出口、东广场公交接驳站、东广场网约车接驳区、步行出入口                                           |
| M (B1)                                                            | 北停车夹层     | 北2停车场（至朝阳站东路）、北换乘直梯                                                                      |
| M (B1)                                                            | 南停车夹层     | 南2停车场（经华文东路至姚家园路）、南换乘直梯                                                              |
| B1 (B2)                                                           | 地下进站口     | 地下进站口（无编号）、综合服务中心4                                                                        |
| B1 (B2)                                                           | 出站口         | 出站口1（西南）、2（西北）、3（北）、4（东北）、5（东南）                                                  |
| B1 (B2)                                                           | 城市通廊       | 通往西交通枢纽、通往东西广场地面、东北环线进出站口                                                         |
| B1 (B2)                                                           | 通廊商业       | 麦当劳、吉野家、李先生牛肉麵、旅游咨询点等                                                                 |
| B1 (B2)                                                           | 快速进站厅     | 快速进站口1（安全检查、身份核验）、检票口1-13C                                                             |
| B1 (B2)                                                           | 朝阳站交通枢纽 | 西广场出租车上客区、网约车接驳区、地铁朝阳站换乘层、通往西公交枢纽                                         |
| B1 (B2)                                                           | 北地下停车场   | 北1停车场（至朝阳站东路）、北换乘直梯                                                                      |
| B1 (B2)                                                           | 南地下停车场   | 南1停车场（经华文东路至姚家园路）、地下网约车接驳区、南换乘直梯                                            |
| *首列括号内楼层为站内直梯按钮显示的楼层，与车站导向标志有所出入。 |                | |

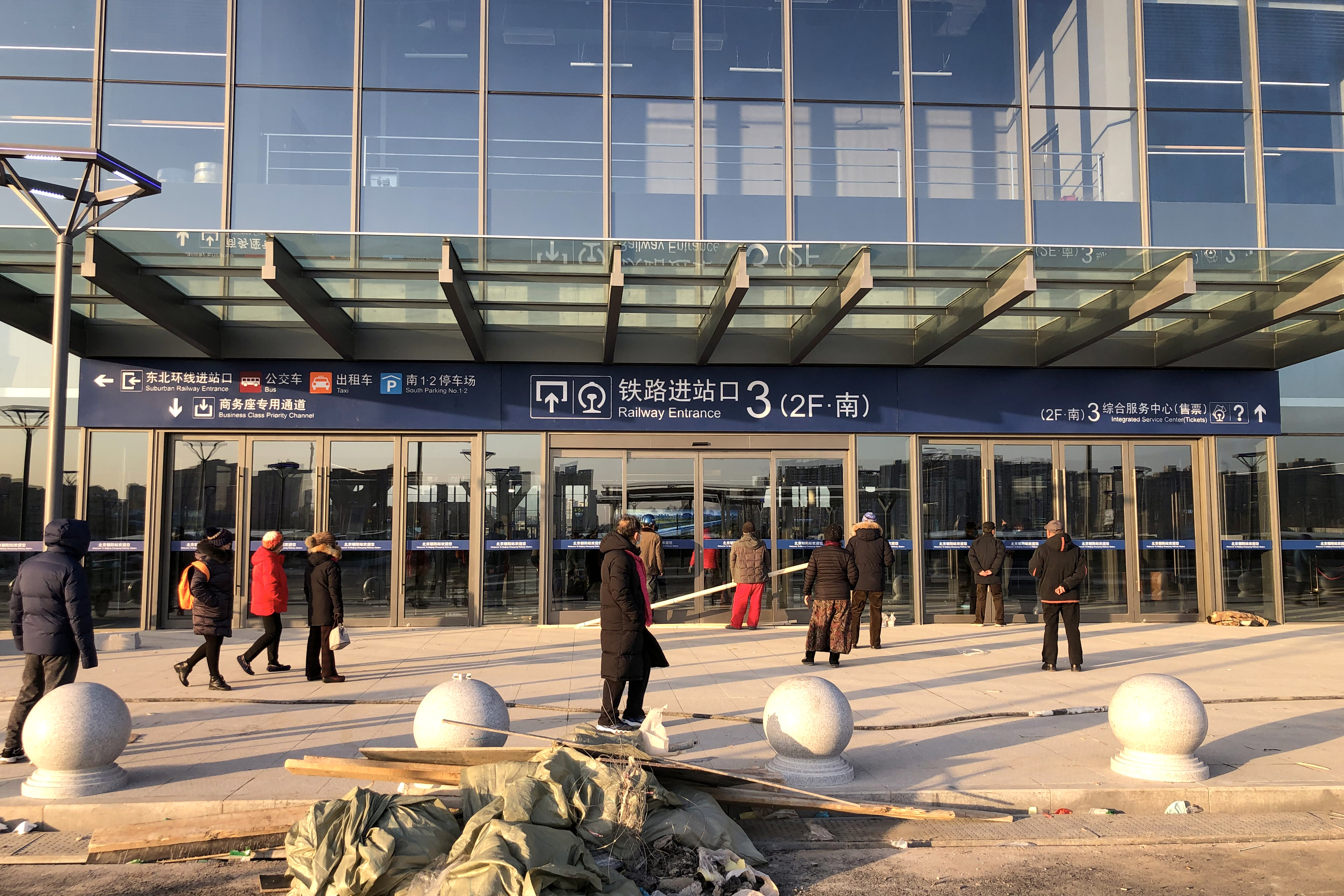
位于南停车场的3号进站口（2021年1月）
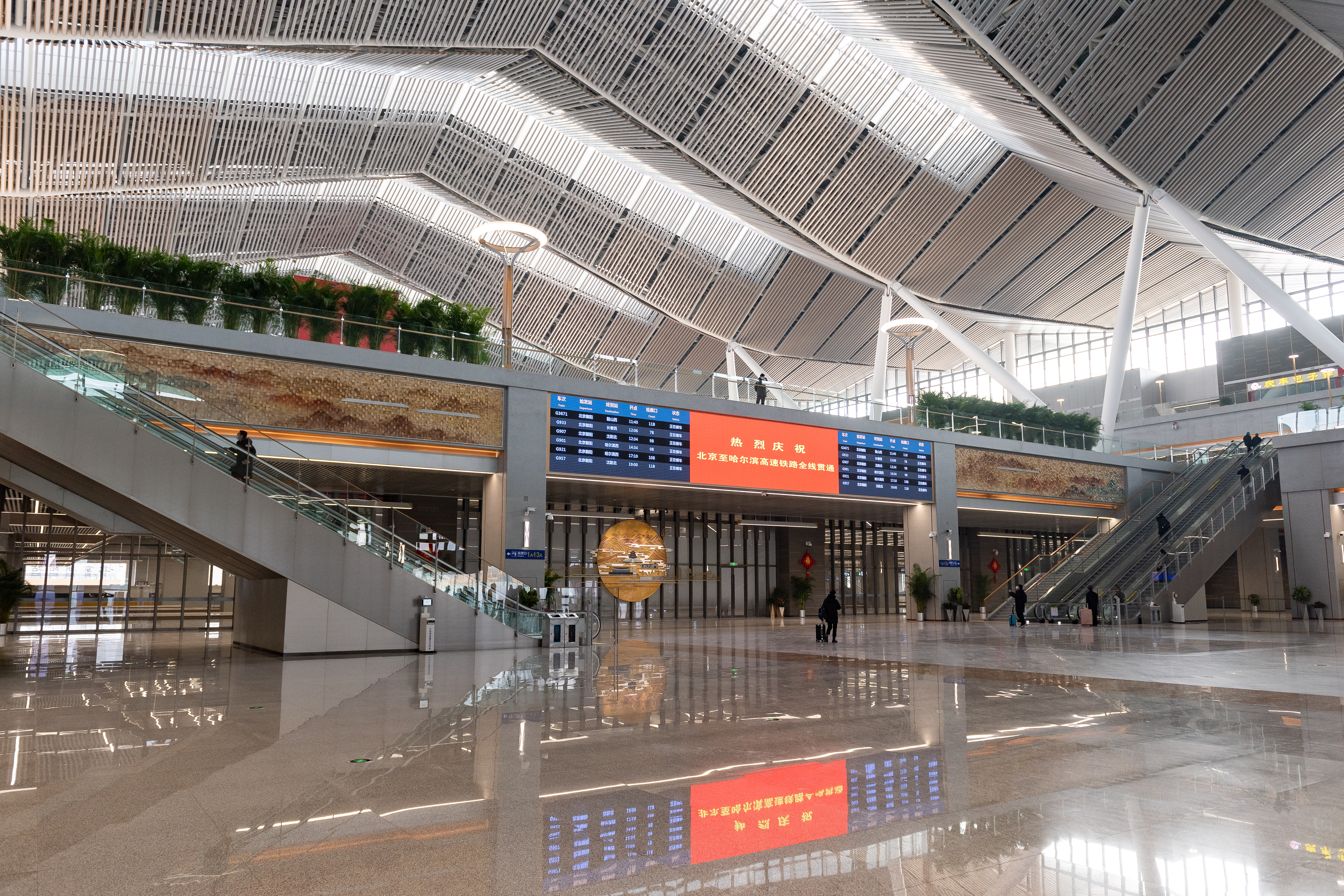
西进站大厅（2021年1月）
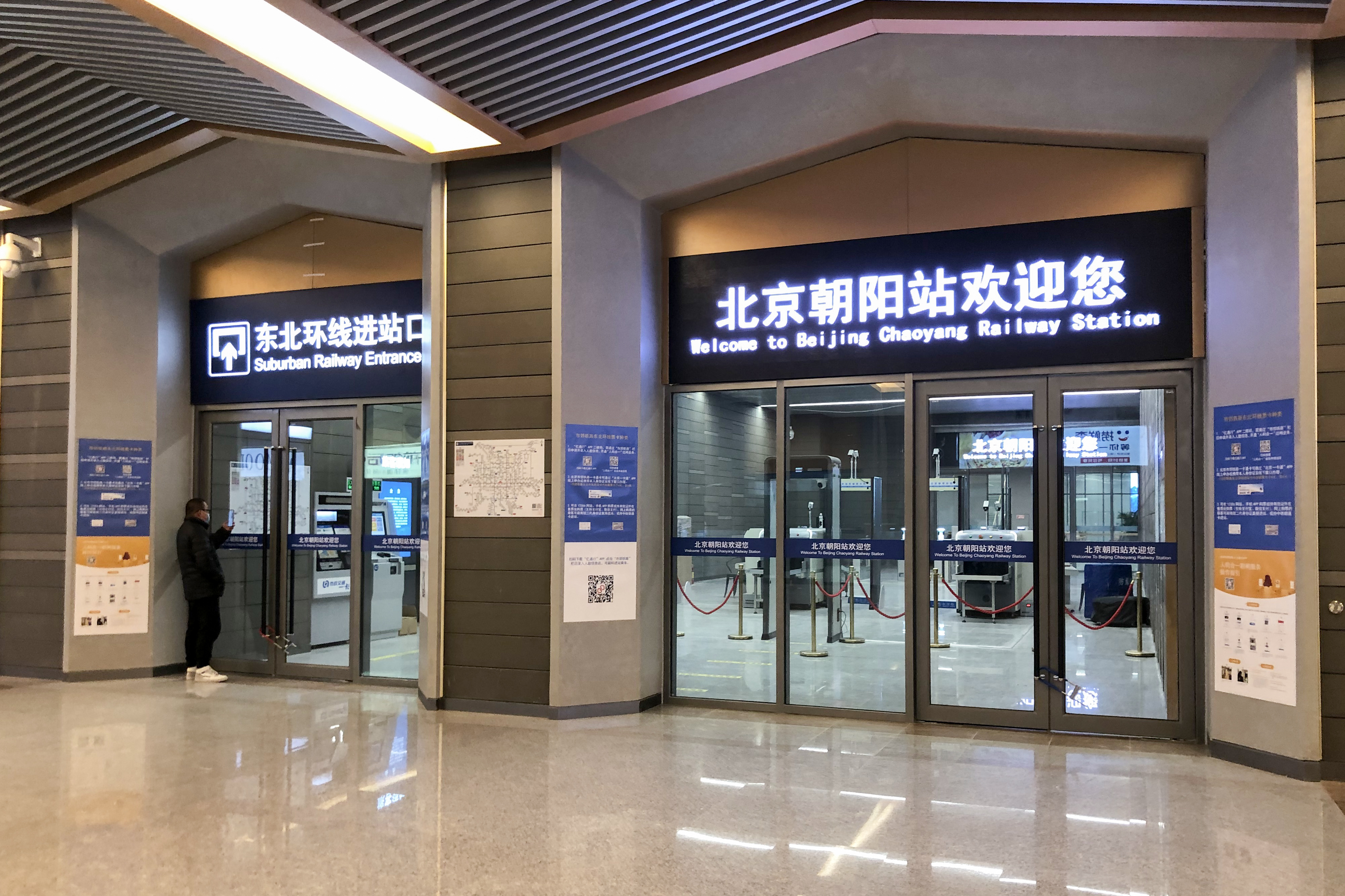
市郊铁路东北环线进站口（2021年1月）
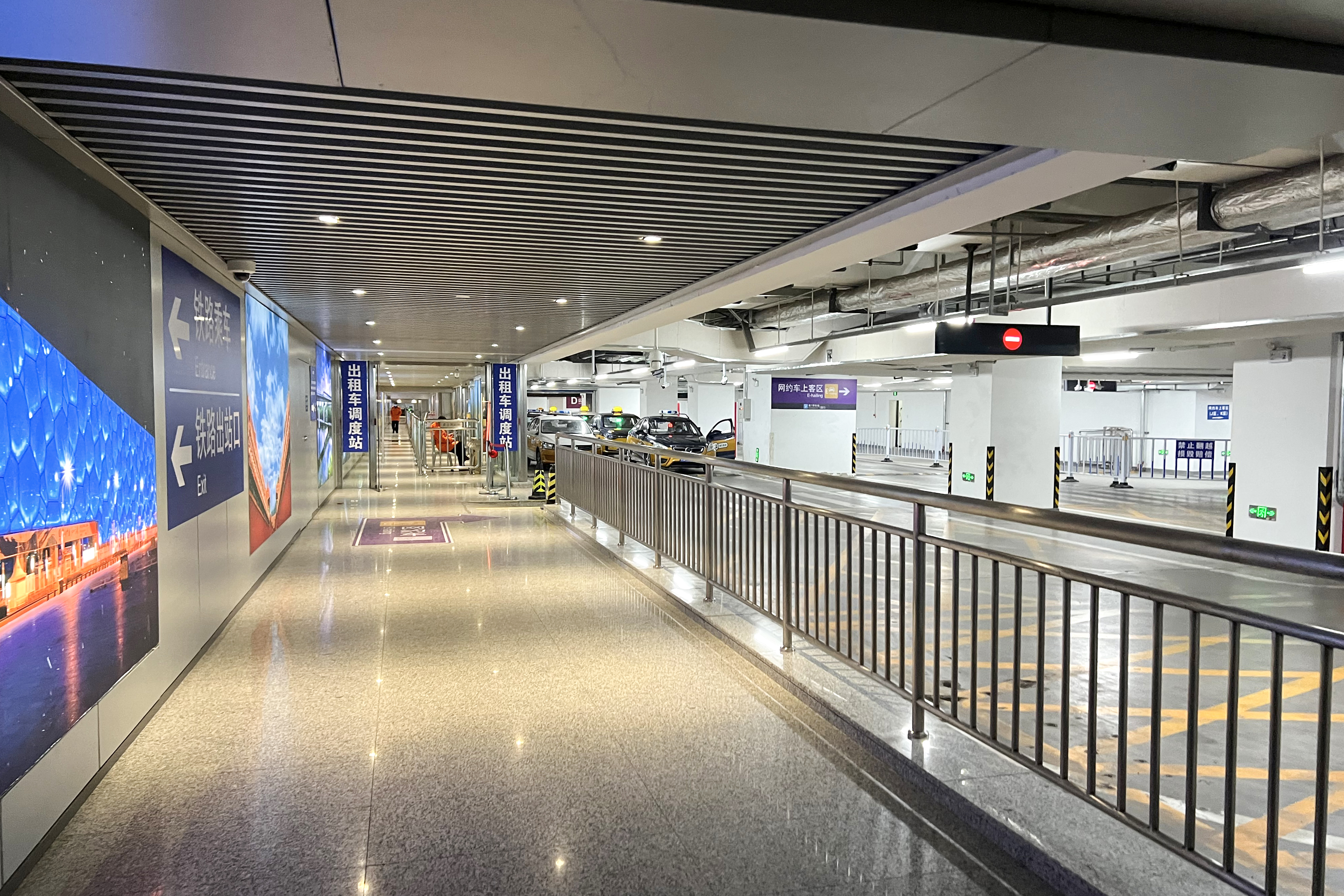
南1停车场内的出租车调度站（2022年1月）
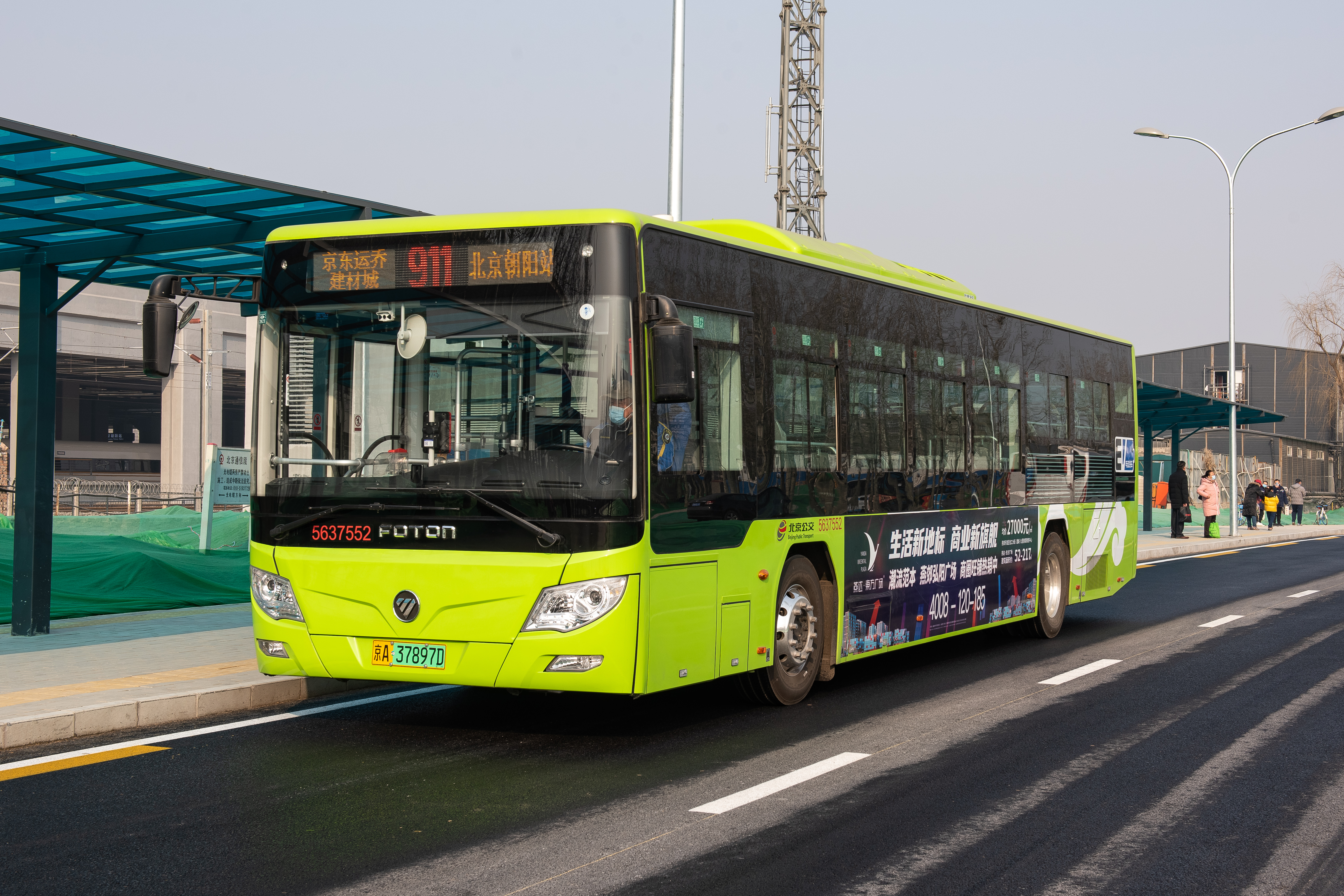
在东广场公交站下客的911路（2021年1月）
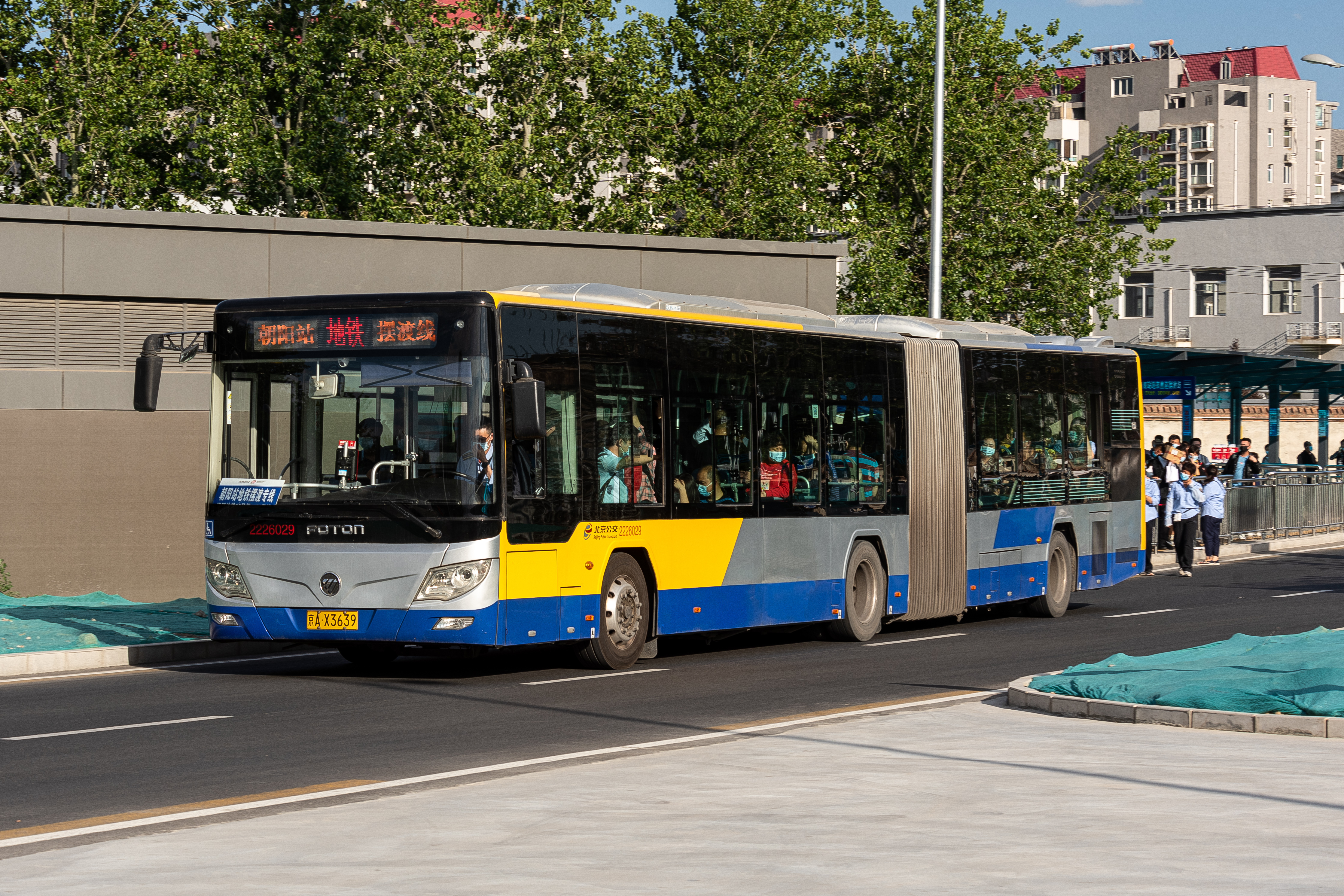
由东广场开往东风北桥站和亮马桥站的地铁摆渡车（2021年6月）
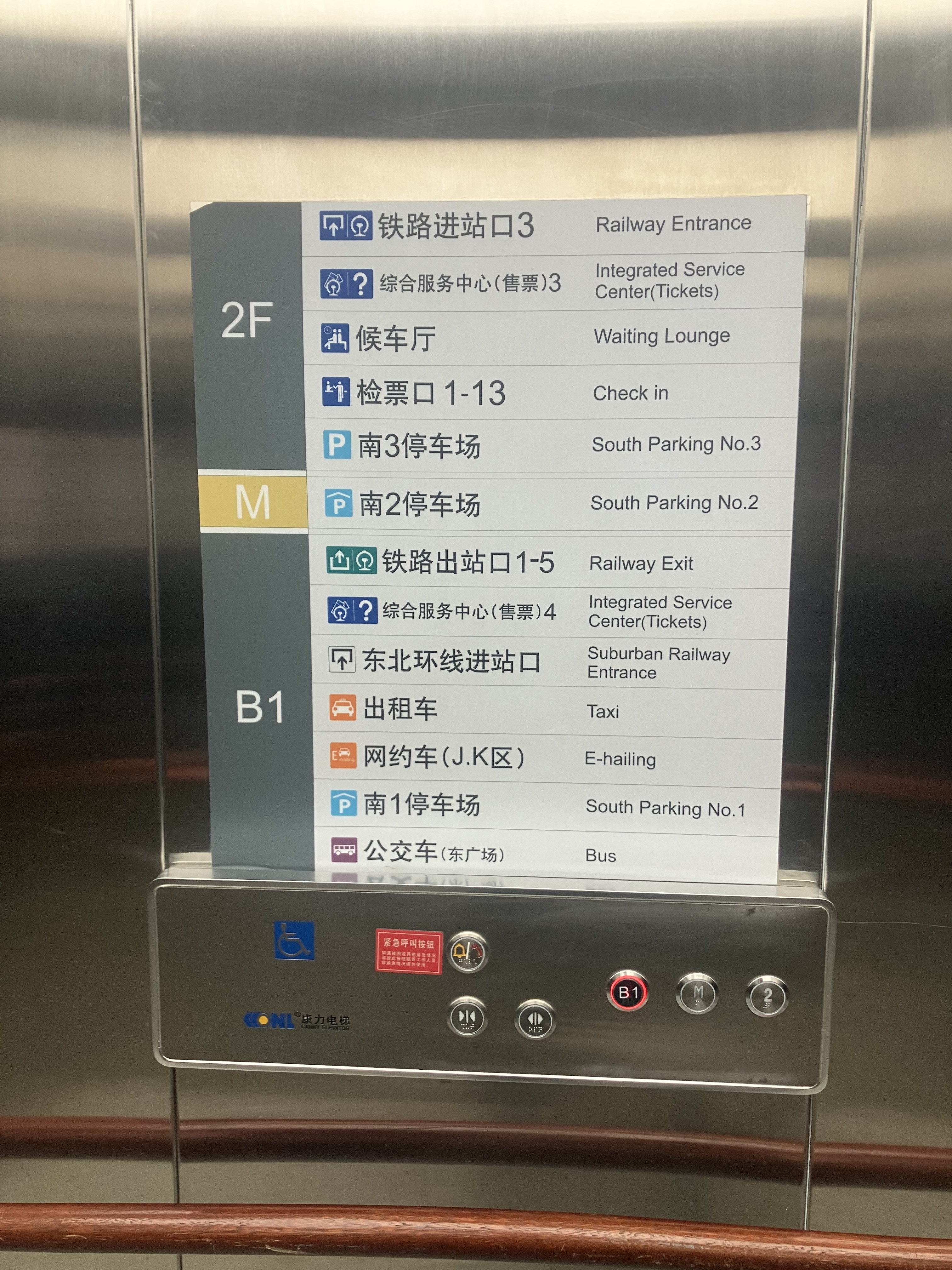
北京朝阳站电梯内的指示牌（2022年10月）
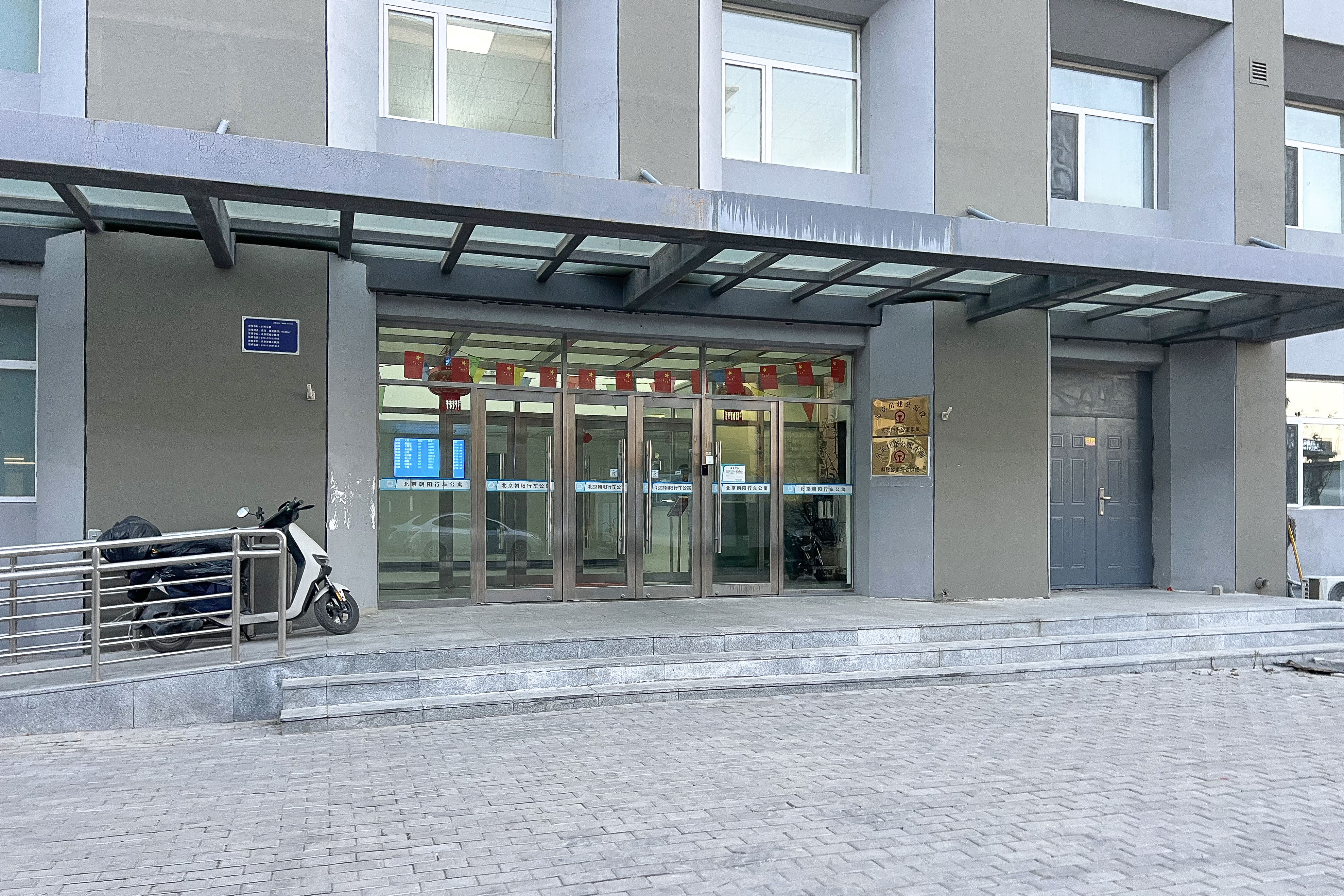
车站西南侧的行车公寓（2024年12月）

### 站场
北京朝阳站为京沈客专首发站，车站规模为7台15线（不含2条原有到发线）。其中普速车场为3台5线，高速车场为5台10线，第3站台为普速和高速车场共用。站房外仍保留原最东侧2条到发线，其有效长度达到850m以满足货运及前往环铁的试验车辆到发及停留需求。同时本站北咽喉设有通往位于环铁内部的北京朝阳动车运用所的走行线，承担部分京沈客专方向始发终到的动车组的运用、存车及一、二级修的任务。

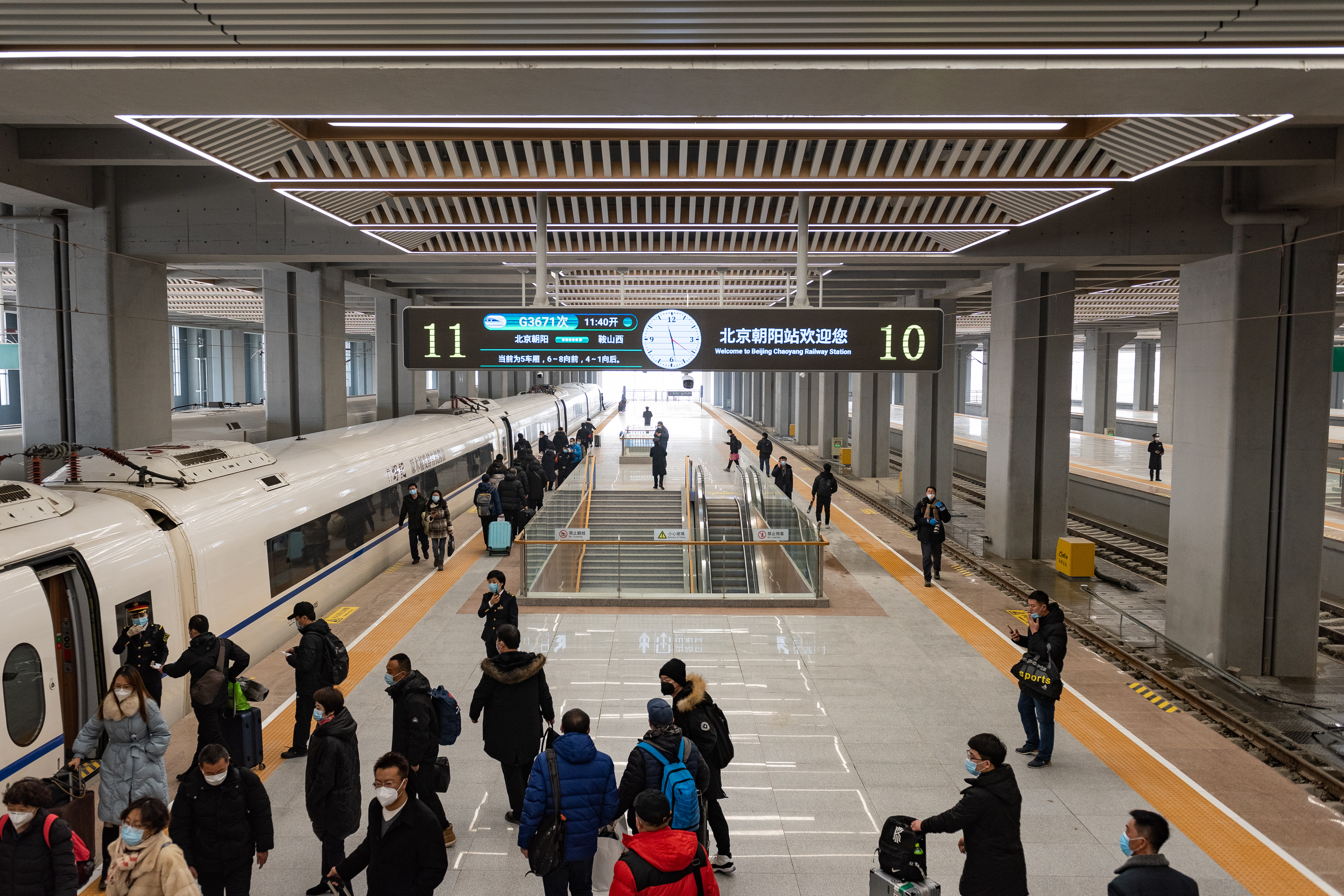
第10、11站台（2021年1月）
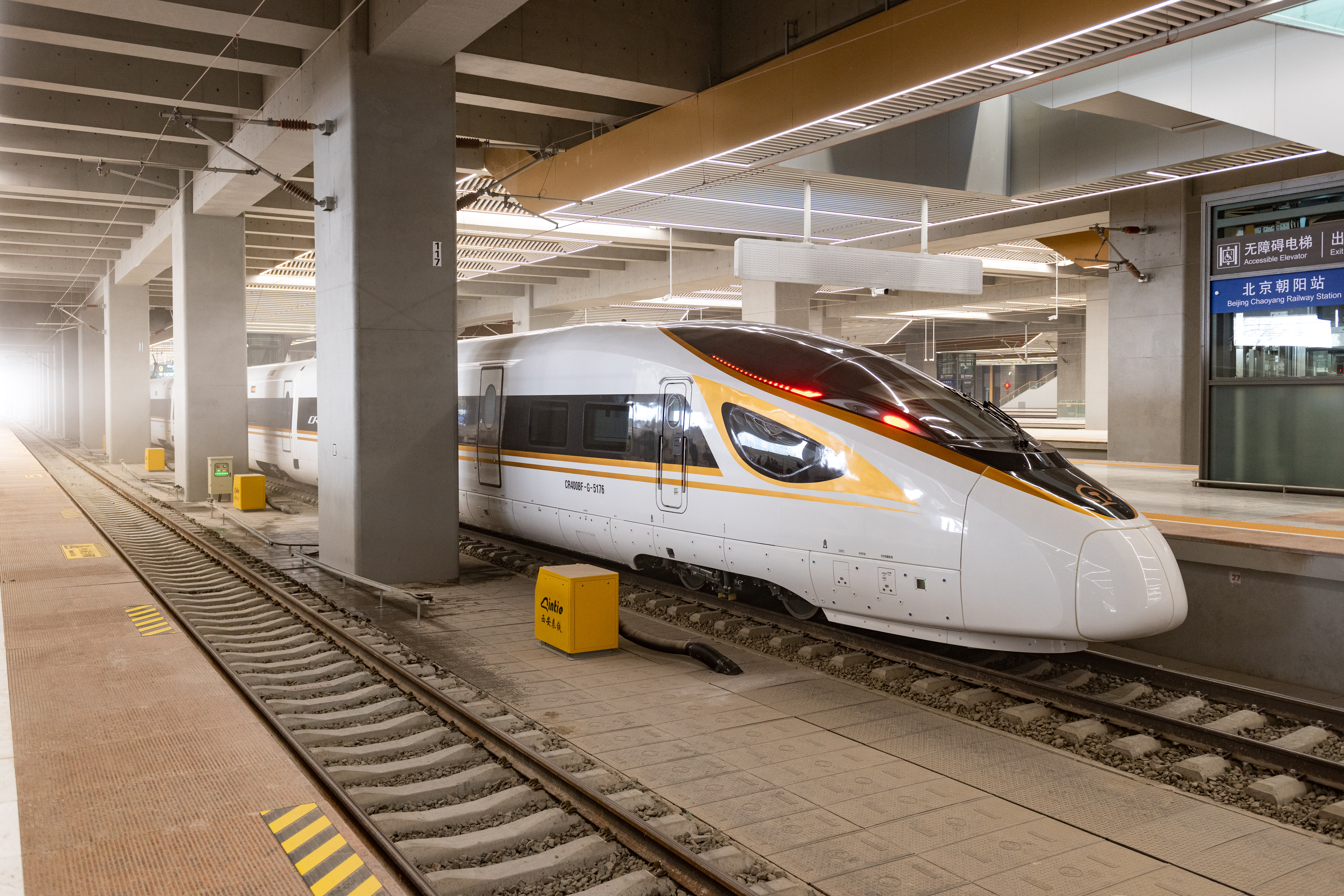
G908次列车停靠在第9站台（2021年1月）
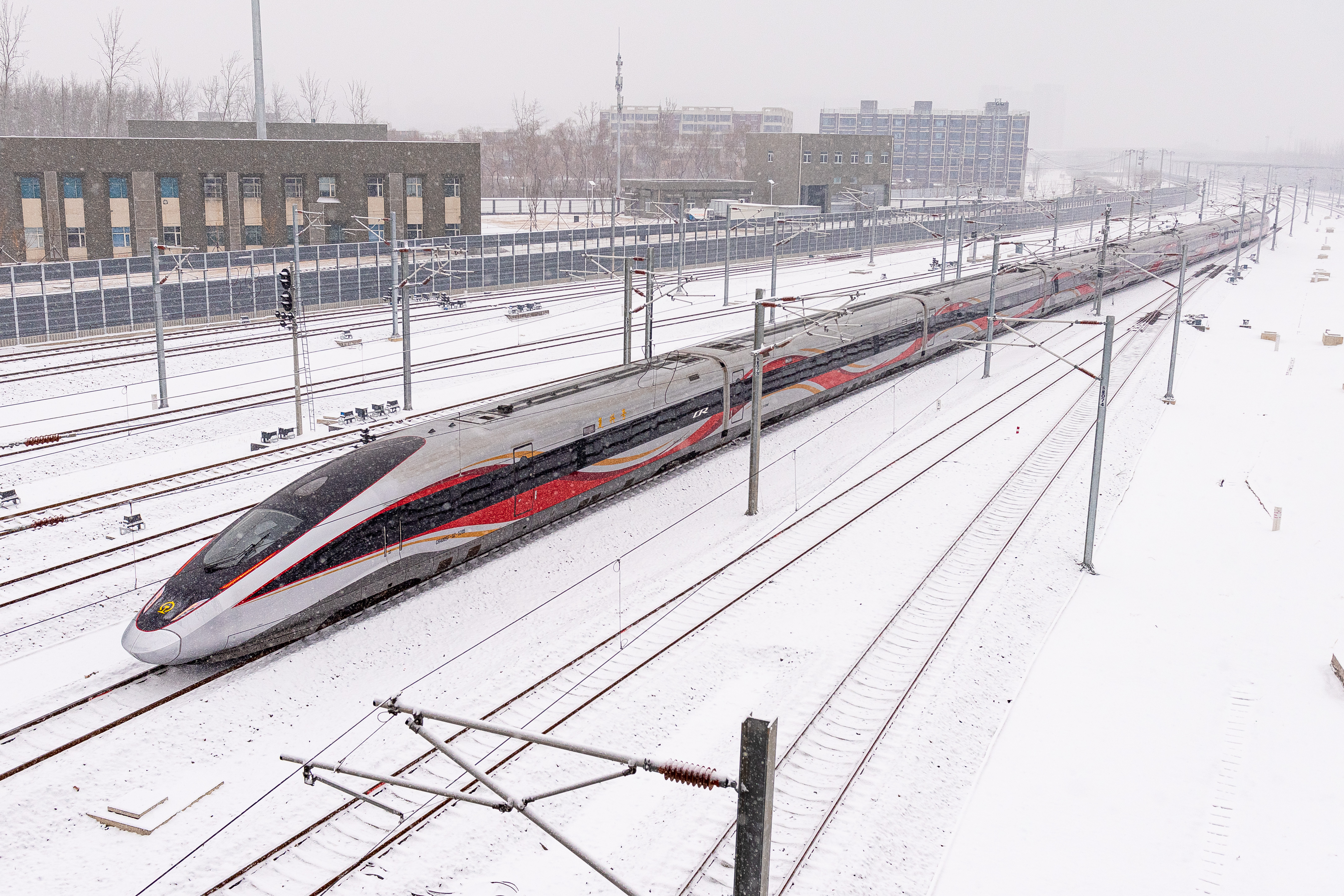
G901次列车驶出北京朝阳站（2022年2月）
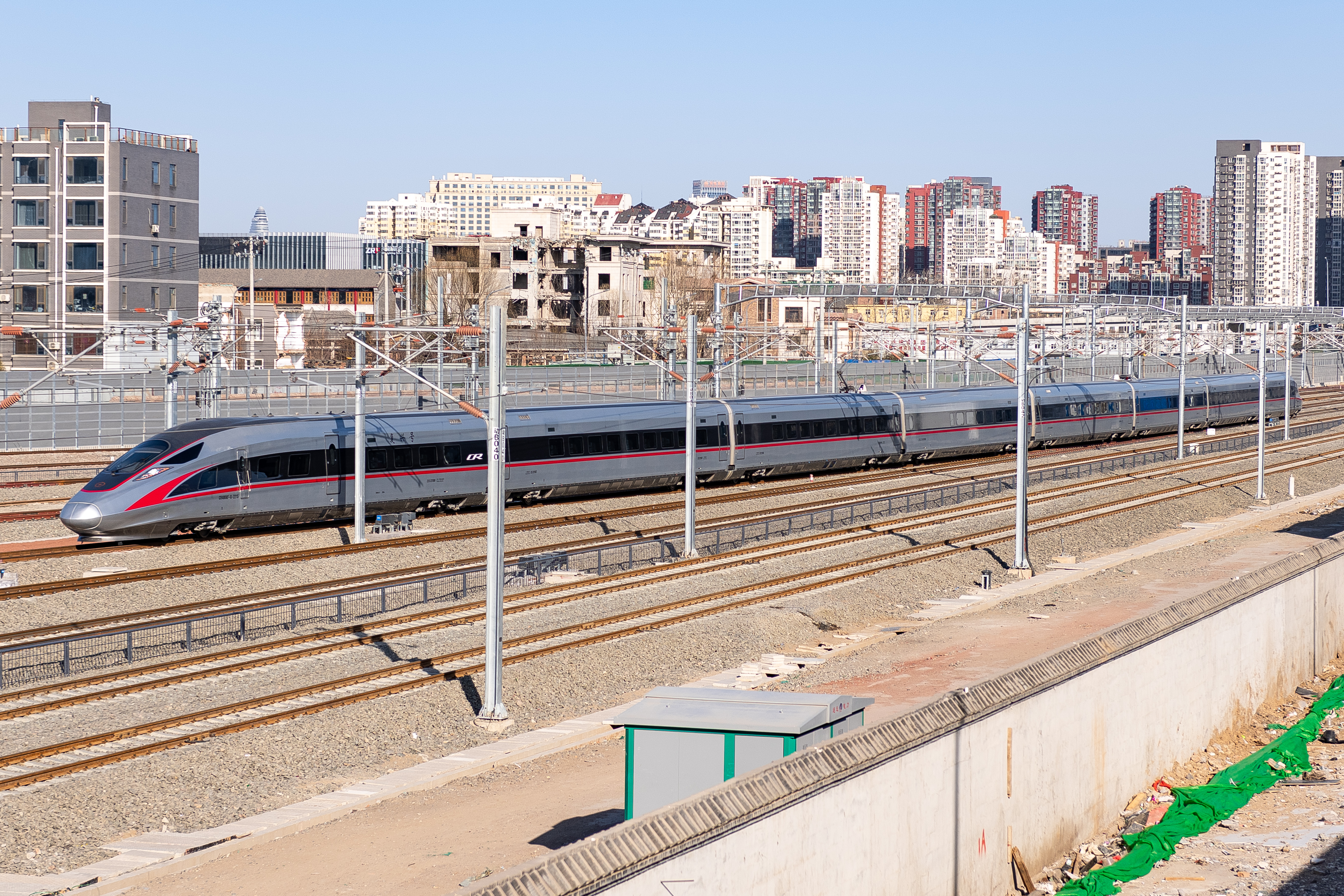
G915次列车驶出北京朝阳站（2021年1月）
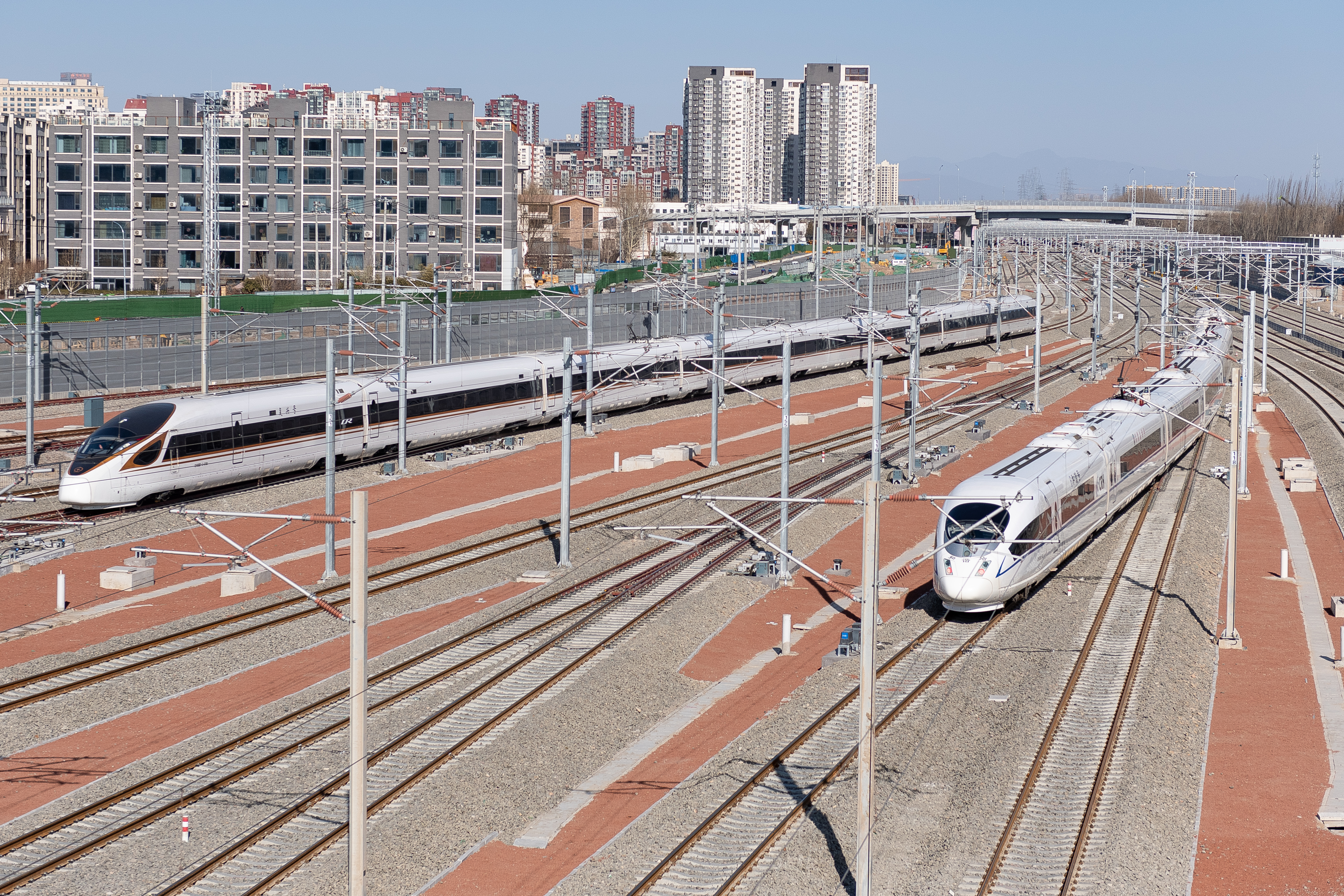
G952次列车进站、G3671次列车出站（2021年1月）
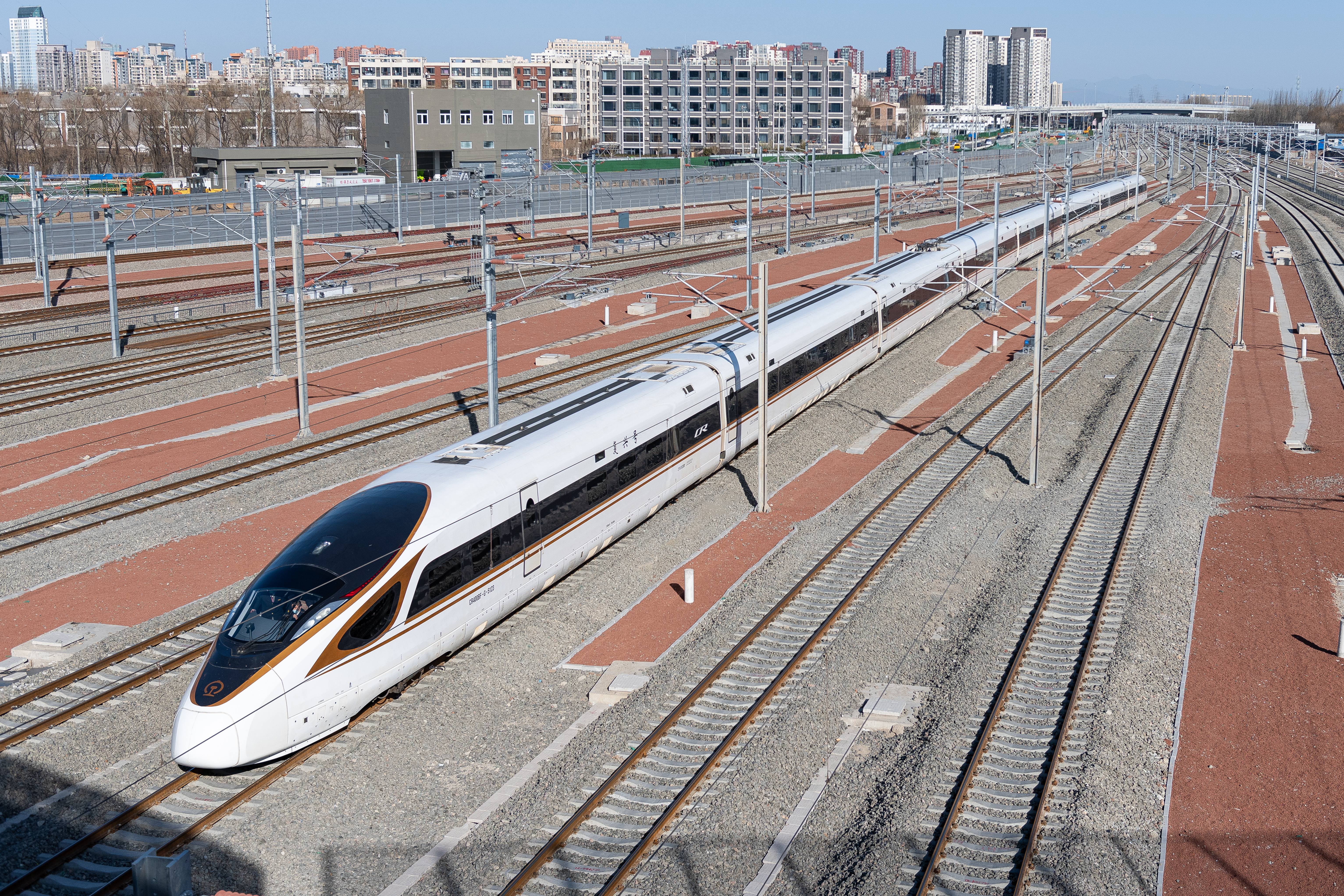
G3652次列车驶入北京朝阳站（2021年1月）
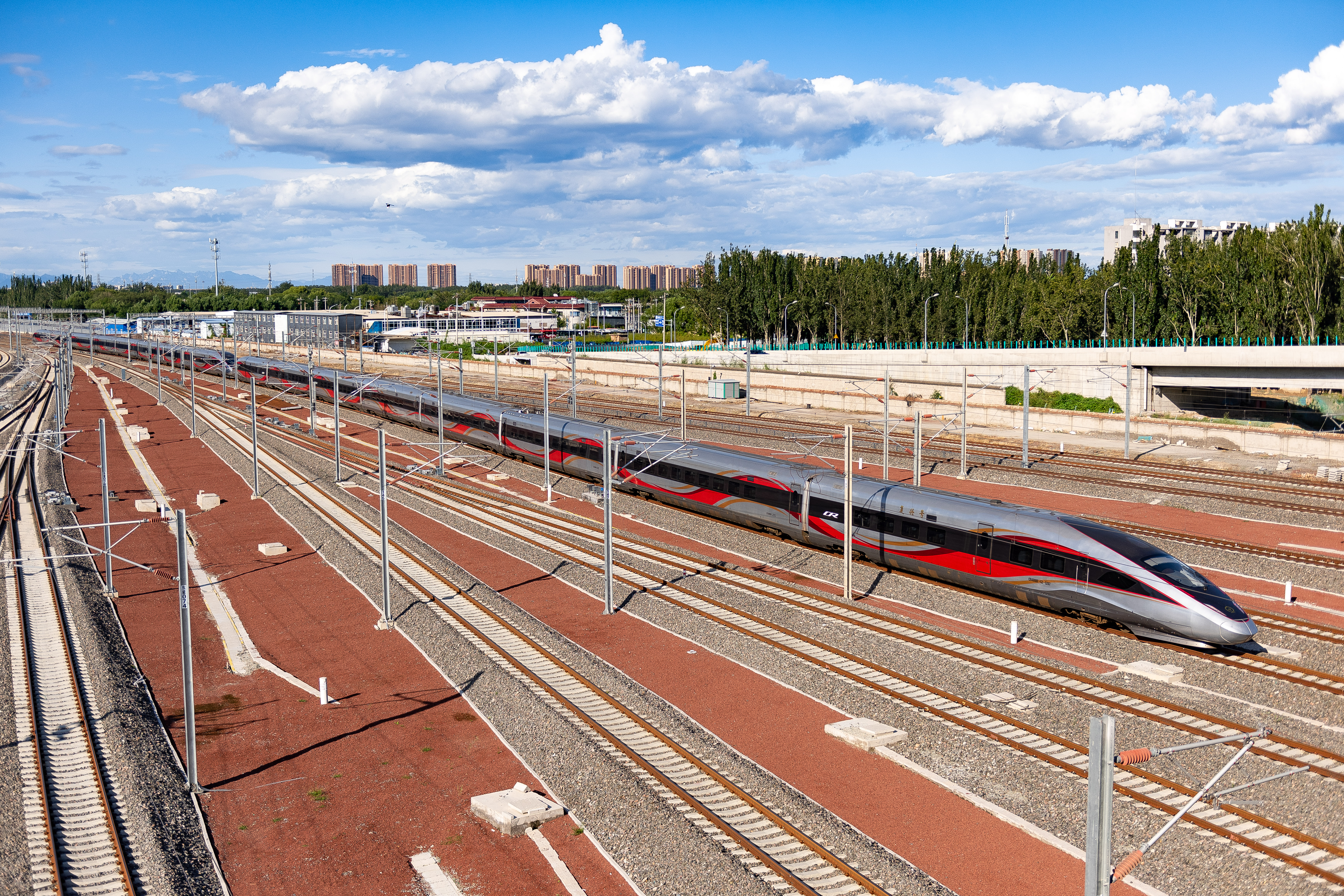
G919次列车驶出北京朝阳站（2021年9月）
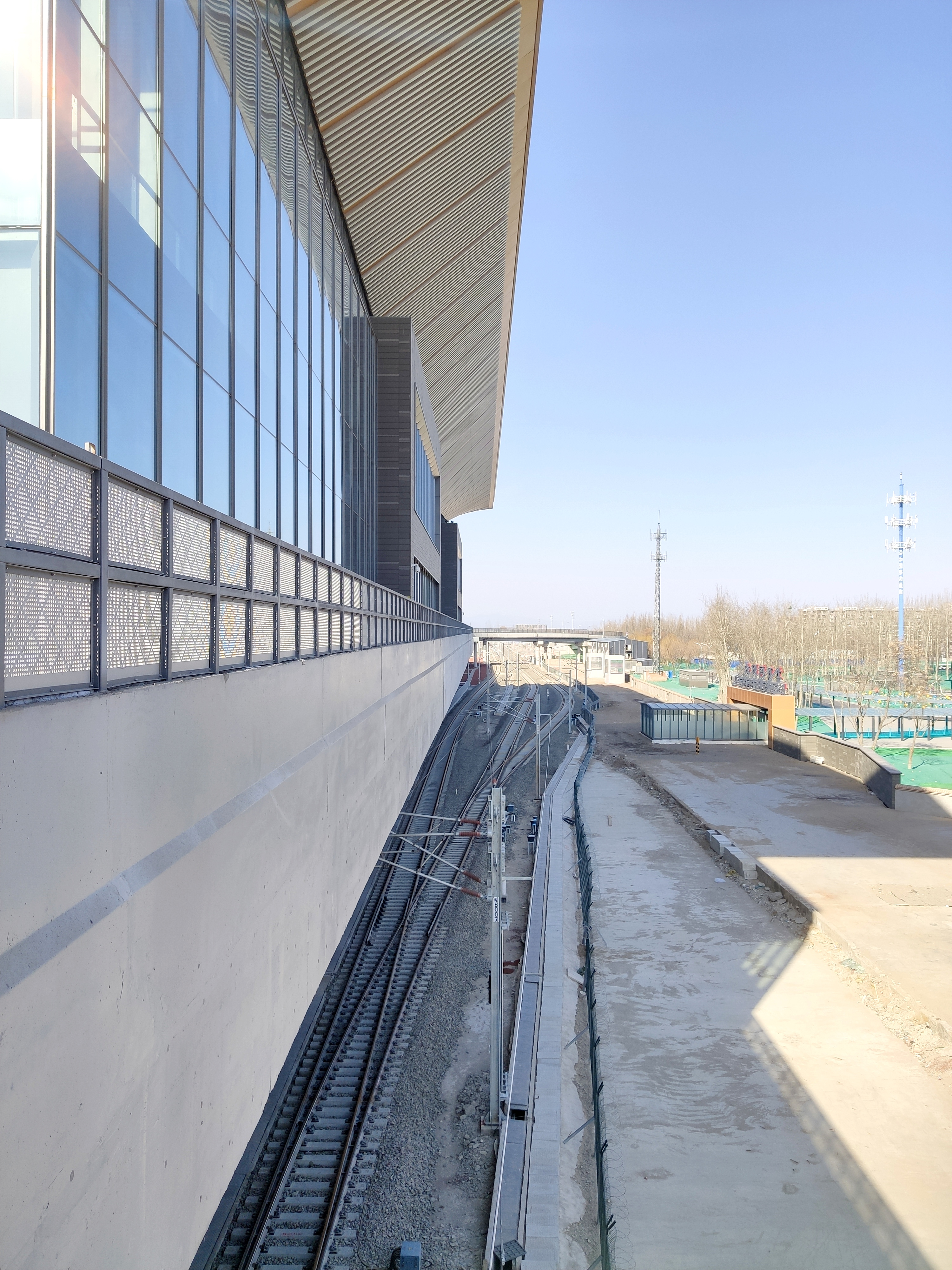
北京朝阳站第16、17到发线从站房外穿过（2021年2月）

## 客流量
截至2022年1月22日，北京朝阳站开通一年以来累计开行列车23855趟，发送旅客（含顺义西、怀柔南、密云三站）480万人次，日均1.32万人次。其中2021年10月1日发送旅客5.95万人，为开通以来的最高峰。

## TOD项目
北京朝阳站西侧的综合交通枢纽换乘大厅设有数千平方米的商业空间。此外，朝阳站枢纽南侧计划于2027年建成北京首座華潤·萬象城。